# Volksabstimmungen in der Schweiz 1896
Dieser Artikel bietet eine Übersicht der Volksabstimmungen in der Schweiz im Jahr 1896.
In der Schweiz fanden auf Bundesebene drei Volksabstimmungen statt, alle im Rahmen eines Urnengangs am 4. Oktober. Bei allen Vorlagen handelte es sich um fakultative Referenden.

## Abstimmungen am 4. Oktober 1896

### Ergebnisse
| Nr. | Vorlage                                                                          | Art | Stimm- berechtigte | Abgegebene Stimmen | Beteiligung | Gültige Stimmen | Ja      | Nein    | Ja-Anteil | Nein-Anteil | Stände | Ergebnis |
| --- | -------------------------------------------------------------------------------- | --- | ------------------ | ------------------ | ----------- | --------------- | ------- | ------- | --------- | ----------- | ------ | -------- |
| 47  | Bundesgesetz betreffend die Gewährleistung beim Viehhandel                       | FR  | 714'033            | 411'308            | 57,59 %     | 383'998         | 174'880 | 209'118 | 45,54 %   | 54,46 %     | –      | nein     |
| 48  | Bundesgesetz über das Rechnungswesen der Eisenbahnen                             | FR  | 714'033            | 412'988            | 57,84 %     | 399'805         | 223'228 | 176'577 | 55,83 %   | 44,17 %     | –      | ja       |
| 49  | Bundesgesetz betreffend die Disciplinarstrafordnung für die eidgenössische Armee | FR  | 714'033            | 411'173            | 57,58 %     | 388'161         | 077'169 | 310'992 | 19,88 %   | 80,12 %     | –      | nein     |

### Viehhandelsgesetz
Das Justiz- und Polizeidepartement hatte bereits 1881 einen ersten Vorentwurf für ein Bundesgesetz erarbeitet, mit dem Entschädigungsfragen im Zusammenhang mit dem Viehhandel geregelt werden sollten. Doch es dauerte bis 1894, bis der Bundesrat einen verbindlichen Entwurf präsentierte. Er begründete die Verzögerung mit dem erstarkenden Widerstand gegen ein solches Gesetz, zumal immer mehr Kantone ein seit 1852 bestehendes Konkordat verliessen. Um der deswegen entstandenen Rechtsungleichheit ein Ende zu setzen, beantragte der Bundesrat, das Obligationenrecht zu ändern und die in den Kantonen verbreitete Vertragsfreiheit landesweit einzuführen. Während der Nationalrat deutlich zustimmte, tat dies der Ständerat nur knapp. Daraufhin ergriff der konservative Eidgenössische Verein das Referendum, um ein generelles Zeichen gegen die Politik der freisinnigen Parlamentsmehrheit zu setzen. Die Befürworter hoben die Rechtsvereinheitlichung eines Handelsgebiets hervor, das längst die Kantonsgrenzen überschritten habe. Die Gegner argumentierten, das Gesetz stelle die Verkäufer besser als bisher und gefährde vor allem Kleinbauern. Das Gesetz scheiterte recht deutlich.

### Rechnungswesen der Eisenbahnen
Obwohl die Verstaatlichung der Schweizerischen Centralbahn 1891 in einer Referendumsabstimmung gescheitert war, erhielt der Bundesrat bereits im Folgejahr vom Parlament den Auftrag, über die Frage der Reform und des Rückkaufs der Eisenbahngesellschaften eine Untersuchung durchzuführen. Der zuständige Verkehrsminister Josef Zemp war zunächst skeptisch, trat dann aber entschieden für die Eisenbahnverstaatlichung ein. Die Revision des Aktionärsstimmrechts bei Eisenbahngesellschaften wies 1895 insbesondere ausländische Spekulanten in die Schranken. In einem nächsten Schritt sollten mit dem Bundesgesetz über das Rechnungswesen der Eisenbahnen die Bahngesellschaften zu einer einheitlichen und transparenten Rechnungslegung gezwungen werden, um Klarheit über die zu bezahlenden Entschädigungen zu erhalten. Beide Parlamentskammern stimmten deutlich zu, worauf der Eidgenössische Verein das Referendum ergriff. Die Gegner kritisierten pauschal Bürokratie, Etatismus und Zentralismus, den als übertriebenen Eingriff ins Privatrecht sowie die Schmälerung der Ansprüche der Bahneigner. Hingegen wiesen die Befürworter darauf hin, dass die Bahnen dem allgemeinen Interesse der Kunden dienen und deshalb vom Staat betrieben werden müssten. Im Gegensatz zu den beiden anderen Vorlagen an diesem Tag nahmen die Stimmberechtigten das Gesetz an, was den Weg zur späteren Verstaatlichung ebnete.

### Disziplinarstrafordnung der Armee
1889 war das Gesetz über die zentralisierte Militärstrafgerichtsordnung verabschiedet worden. Als Nächstes nahm der Bundesrat die Überarbeitung der Disziplinarstrafordnung in Angriff und präsentierte 1894 seinen Entwurf zuhanden des Parlaments. Dieses nahm das Gesetz ohne Gegenstimme an. Bei Konservativen und Sozialdemokraten stiess die Disziplinarstrafordnung auf Ablehnung, da sie den Vorgesetzten mehr Entscheidungsfreiheit bei den zu bestrafenden Disziplinarfehlern gewährte. Daraufhin ergriff der Eidgenössische Verein das Referendum, um im Kampf gegen die Eisenbahnrechnungslegung mehr Angriffsfläche zu schaffen. Am meisten Widerstand gegen die Vorlage gab es in der Romandie, die allgemein sehr kritisch gegenüber Zentralisierungsbestrebungen eingestellt war. Gemäss dem Journal de Genève stärke das von Militarismus geprägte Gesetz den Einfluss des Militärdepartements und der höheren Vorgesetzten, schwäche die Rekursrechte der Soldaten und wirke sogar bis ins Privatleben der Wehrpflichtigen. Letztlich war die Disziplinarstrafordnung chancenlos, denn weniger als ein Fünftel der Stimmberechtigten gaben ihr die Zustimmung. In der französischsprachigen Schweiz und in den katholisch-konservativ dominierten Kantonen lag der Anteil der Ja-Stimmen durchwegs unter 10 Prozent.